# Patrick Brion
Patrick Brion, nacido el 9 de diciembre de 1941, es un historiador del cine y animador de cine-club. Es hijo del escritor Marcel Brion.

## Biografía
Historiador del cine norteamericano, ha estudiado a los grandes directores americanos y europeos, desde D. W. Griffith hasta John Huston, pasando por Alfred Hitchcock. También ha escrito libros sobre actores como Greta Garbo y Clint Eastwood. Buena parte de sus trabajos se centran sobre los géneros cinematográficos (cine negro, comedia musical, cine fantástico, Western, etc.) y sobre los dibujos animados. Es gracias a él que el público francés redescubrió Tex Avery. Dirige y comenta la colección "Western de Légende" del editor de DVD "Sidonis Calysta".
De 1975 a 2007 fue responsable de la programación de películas en la cadena pública France 3. En 1976 crea y presenta el programa Cinéma de minuit que se emite cada domingo por la noche.
Patrick Brion ha escrito en revistas como Cahiers du cinéma, L'Express y Télérama.
Es miembro del comité de dirección de Dossiers du cinéma junto a Jean-Louis Bory y Claude-Michel Cluny.

## Libros
- D.W.Griffith, 1982, 216 p.
- Tex Avery, éditions du Chêne, 1984 ISBN 978-2-8510-8371-5
- Vincente Minnelli, avec Dominique Rabourdin et Thierry de Navacelle, Hâtier, 1985, 285 p.
- Richard Brooks, le Chêne, 1986, 239 p.
- Garbo, le Chêne, 1989.
- Tom and Jerry, le Chêne,  1990 ISBN 0-517-57351-2
- Le Film noir, Nathan puis La Martinière, 1991 - réédition en 2004.
- La Comédie Musicale, La Martinière, 1993 - réédition en 2000, 368 p.
- Le Cinéma Fantastique, La Martinière, 1994 - réédition en 2000, 362 p.
- Le Western, La Martinière, 1996, 361 p.
- Le Cinéma de guerre, La Martinière, 1996, 359 p.
- Les Films d'amour, La Martinière, 1997.
- La Comédie Américaine, La Martinière, 1998, 359 p.
- Les dessins-animés de la Metro Goldwyn Mayer, La Martinière, 1999, 359 p.
- Hitchcock, La Martinière, 2000.
- Regards sur le cinéma américain 1932-1963, La Martinière, 2001 ISBN 2-7324-2771-3
- Albert Lewin. Un esthète à Hollywood, Bibliothèque du film - Durante Éditeur, 2002 ISBN 2-9509048-6-6
- John Ford, La Martinière, 2002
- Clint Eastwood, La Martinière, 2002 - réédition en 2010, 703 p.
- John Huston, La Martinière, 2003, 575 p.
- Martin Scorsese, La Martinière, 2004
- Joseph L. Mankiewicz, La Martinière, 2005, 622 p.
- Marlon Brando, La Martinière, 2006, 317 p.
- L'Héritage du film noir, La Martinière, 2008, 357 p.
- Elizabeth Taylor, Riveneuve Éditions, 2010 ISBN 978-2-36013-009-2
- Dean Martin (avec Georges Di Lallo), Riveneuve Éditions, 2011 ISBN 978-2-36013-034-4
- Billy Wilder, Éditions du CNRS, coll. « Art/Cine », 2012, 233 p. ISBN 2271071879
- Les Secrets d'Hollywood, Vuibert, 2013, 288 p.
- Encyclopédie du Western, Télémaque, 2015, 800 p.